# Freedom Nation
Freedom Nation – polski zespół funkowo-jazzowy. Debiutancki album Free at Last został wydany w marcu 2000 przez Pomaton EMI, w całości w języku angielskim. Zespół łączy elementy nowoczesnego jazzu, funku i melorecytacji.

## Dyskografia
- Free at Last (2000)[1]